# 李秉禧
李 秉禧（イ・ビョンヒ、朝鮮語: 이병희/李秉禧、1926年8月1日 - 1997年1月13日）は、大韓民国の政治家、陸軍軍人。第6・7・8・9・10・13・15代韓国国会議員。本貫は星州李氏。

## 経歴
日本統治時代の京畿道龍仁郡（現・龍仁市）出身。1949年に陸軍士官学校（第8期）卒、陸軍少尉に任官。1958年に慶熙大学校法政大学政外科卒。漢陽大学校大学院政治科を経て、1983年に慶熙大学校大学院で政治学博士学位を取得した。
陸軍特務隊で勤務した後、1961年の5・16軍事クーデターに参加した。1962年に中央情報部ソウル支部長を経て、陸軍大領として予備役に編入し、金鍾泌と知り合ったことで民主共和党の成立に参加した。1963年の第6代総選挙に水原選挙区から民主共和党の公認で立候補して初当選し、その後国会議員を計7期務めた。政務担当第1無任所長官を1971年〜1975年に務めたほか、1963年〜1966年に民主共和党青年分科委員長と院内副総務、1969年に国会運営委員長、1971年〜1980年に民主共和党党務委員と政策委員会副議長、1976年に民主共和党中央委議長、1979年〜1980年に同党副議長、1971年〜1980年に韓日議員連盟幹事長、1964年からアジア自由青年連盟理事長を歴任した。
1980年に新軍部の執権により政治活動が禁止されたが、1984年に解禁され、1987年に金鍾泌の新民主共和党に参加し、首席副総裁と京畿支部委員長を務め、1988年の第13代総選挙で6選した。1990年の三党合同で民主自由党に参加し、1992年〜1994年に京畿道水原長安地区党委員長、党務委員、常務委員会議長、総裁常任顧問などを務めた。1995年に金鍾泌の離党とともに自由民主連合に参加し、総裁常任顧問、水原長安地区党委員長、京畿道支部委員長を歴任した。1996年の第15代総選挙で7選したが、同年11月に膵臓癌の診断を受け、治療していたが病状が悪化し転院し、1997年1月に胃癌により71歳で死去した。
韓国のバスケットボールの発展にも寄与した。1964年〜1980年に大韓バスケットボール協会会長を務めたほか、1965年にアジアバスケットボール連盟副会長、1967年に大韓体育会副会長兼大韓オリンピック委員会（KOC）常任委員、1971年にアジアバスケットボール連盟会長兼国際バスケットボール連盟副会長を歴任した。